# NGC 45
NGC 45 (другие обозначения — ESO 473-1, IRAS00115-2327, MCG −4-1-21, DDO 223, UGCA 4, AM 0011-232, PGC 930) — спиральная галактика с перемычкой (SBd) в созвездии Кит.
Галактика была открыта английским астрономом Джоном Гершелем 11 ноября 1835; она входит в число перечисленных в оригинальной редакции «Нового общего каталога».
NGC 45 лежит в той же области неба, что и галактики группы Скульптора, но не принадлежит к этой группе, поскольку находится от нас примерно вдвое дальше — на расстоянии около 6 Мпк. Галактика имеет абсолютную звёздную величину −17.4 и относится к галактикам с низкой поверхностной яркостью. Отношение масса/светимость составляет 5.2 солнечных. Более 80% массы галактики приходится на тёмную материю.
В галактике обнаружено 19 шаровых звёздных скоплений, для 8 из которых определены металличность (низкая, [Z/H] < −0.33 dex) и возраст (примерно равный возрасту самой галактики).